# 390-talet

## Händelser
- 391 - Alla icke-kristna tempel i Romarriket stängs, när Theodosius I återigen bestämmer att kristendomen skall vara statsreligion i riket.
- 393 Theodosius I förbjuder de olympiska spelen, vilket avslutar över tusen år av festligheter, som del i den allmänna kristna politik, som påbörjades av Konstantin den store, för att sakta men säkert göra slut på både allmän och privat religionsfrihet och etablera den kristna kyrkan i enighet med de doktriner, som har antagits genom den nicaenska trosbekännelsen.
- 394 - Romarrikets heliga Vestaleld släcks.
- 17 januari 395 - Efter kejsar Theodosius I:s död delas Romarriket återigen i en västlig och en östlig halva,[1] denna gång permanent.
- 396 - De Eleusinska mysterierna får sitt slut, när Alarik I förstör de antika platserna i Grekland.
- 397 - Xiongnufolket ockuperar Gansuområdet i Kina.

## Födda
- 390 - Bleda
- 390 - Galla Placidia
- 390 - Marcianus
- 390 - Romanus av Condat
- 395 - Avitus
- 395 - Chlodio
- 396 - Petronius Maximus

## Avlidna
- 390 - Gregorios av Nazianzos
- 392 - Valentinianus II
- 394 - Eugenius
- 394 - Flavius Arbogastes
- 394 - Libanios
- 395 - Decimus Magnus Ausonius
- 395 - Gregorios av Nyssa
- 395 - Rufinus
- 395 - Theodosius I
- 397 - Ambrosius av Milano
- 397 - Martin av Tours
- 399 - Amyrtaios
- 399 - Siricius